# ルネサンス建築

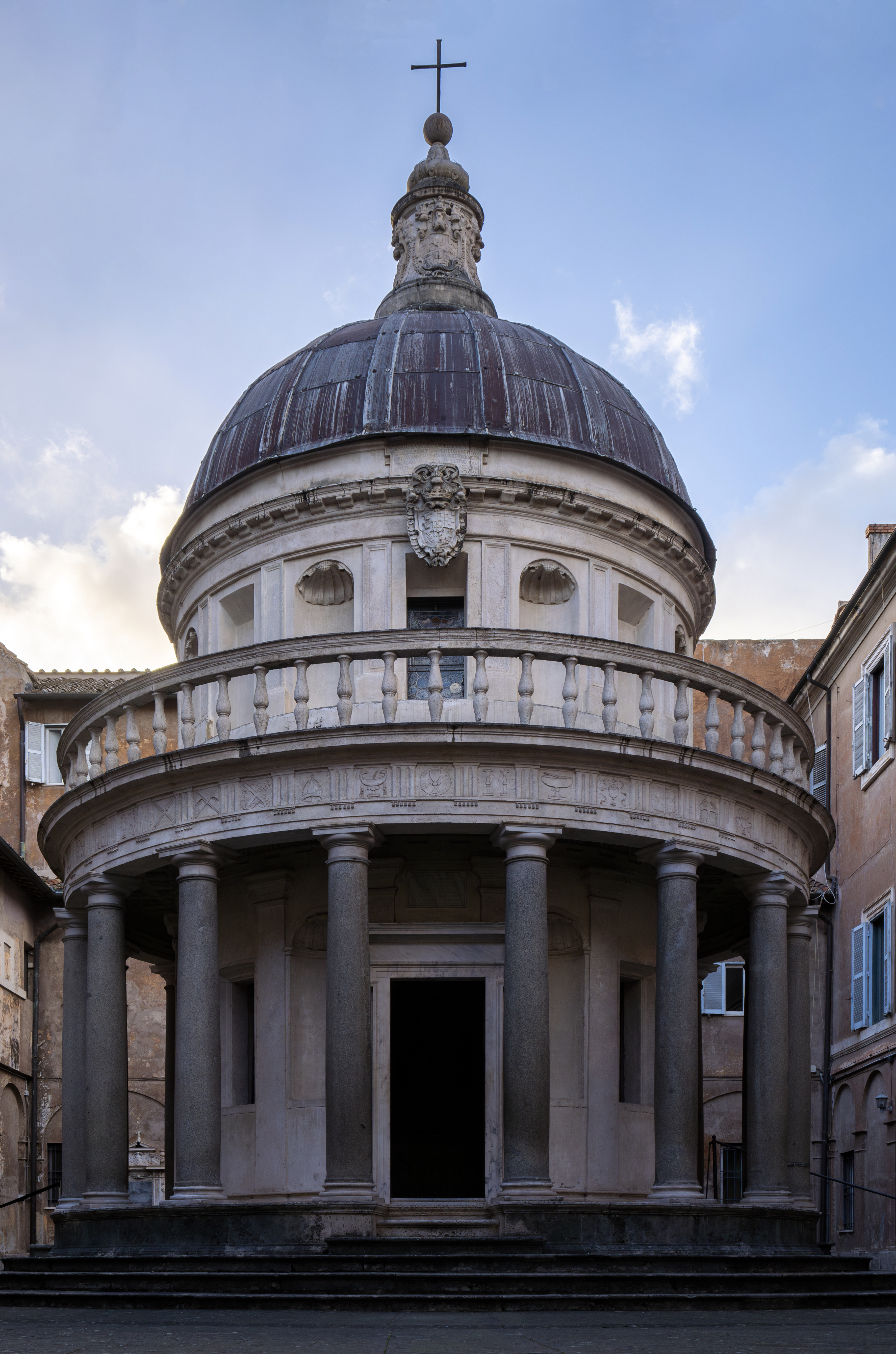
サン・ピエトロ・イン・モントリオ教会のテンピエット

ルネサンス建築（ルネサンスけんちく）は、一義的にイタリアのフィレンツェで1420年代に始まり、17世紀初頭まで続いた建築様式を指す。古典古代を理想とするルネサンスの建築における表現といえる。
人体比例と音楽調和を宇宙の基本原理とし、ローマ建築の構成を古典主義建築として理論づけた。ルネサンス建築にはじまる古典主義建築の系譜は、後のバロック建築・新古典主義建築を通じて継承され、西欧建築の主流であったが、19世紀の歴史主義において相対化し、やがて解体した。
ルネサンス建築は、本質的な意味では15-16世紀のイタリアの一部の都市にのみ成立したといえるが、フランス、イギリス、ドイツなど、西欧諸国の建築活動にも影響を与えた。当初これらの国々では、主にルネサンス建築の表層的な意匠が導入されたため、各国独自の嗜好が表れており、それぞれ特徴を持った建築になっている。
以下ではイタリアのルネサンス建築を記述する。他の国々については、北方ルネサンス建築を参照。また、19世紀に起こったルネサンスのリヴァイヴァル（ネオ・ルネサンス）については、歴史主義建築、ネオルネッサンス建築を参照。

## 概説

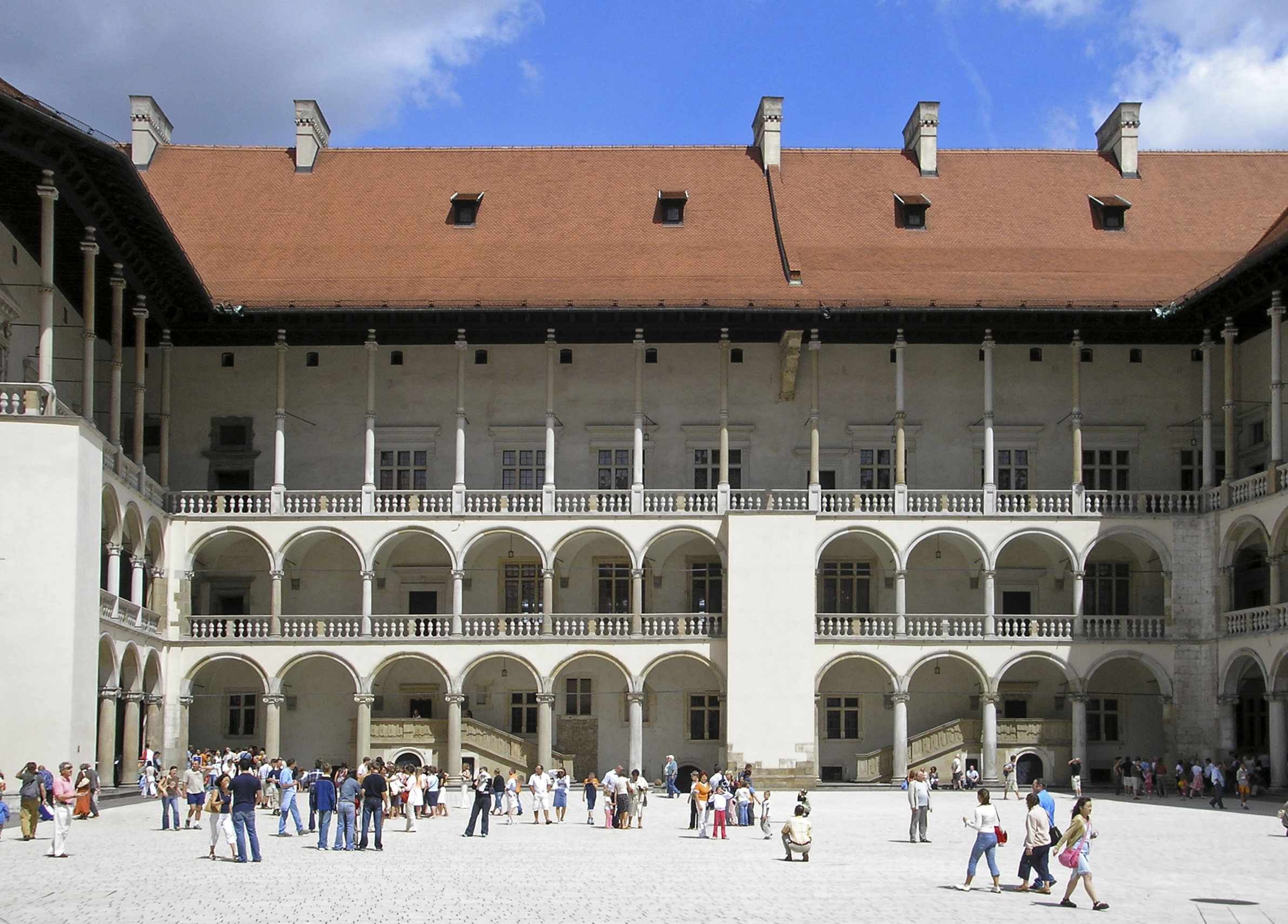
ルネサンス建築の回廊

ルネサンスはイタリアのフィレンツェに始まる文化的現象であり、西洋の歴史において最も光彩を放つ時代の一つとして挙げられる。
14世紀半ばから15世紀初頭のフィレンツェは、周辺都市との戦争とペストの流行に悩まされており、市民社会の構成は複雑かつ流動的であったが、戦争により周辺都市を併合し、メディチ、ルチェッライ、ストロッツィ、ピッティ、アルビッツィといった都市貴族が毛織物の加工や交易、金融業を主導することで、ヨーロッパの5大都市に数えられるまでに発展していた。15世紀、ブルッヘ、ヘントなどのフランドルの諸都市や、ロンドンなどもフィレンツェにきわめて似た社会構造を有していたが、これらの都市がゴシック建築の伝統を維持し続けたのに対し、フィレンツェではルネサンスという新しい芸術活動を創出した。フィレンツェがルネサンスを生んだ理由はいくつか挙げられるが、建築に関わるものとして、サンタ・マリア・デル・フィオーレ大聖堂やサンタ・マリア・ノヴェッラ聖堂、サンタ・クローチェ聖堂にみられるような現実的かつ明快なトスカーナ固有の美意識、才能のある人間への賞賛、古代ローマの芸術・文学の遺産が数多く残っていたことなどを挙げることができる。
やがて、ルネサンス建築はトスカーナからミラーノ、ローマに伝播し、建築家ブラマンテによって完成の域に達するが、イタリアにおけるルネサンス建築の絶頂期は必ずしも長くはなく、イタリア戦争（フランスや神聖ローマ帝国によるイタリア国土の割譲）や宗教改革、ローマ教皇の権威失墜、といった動乱の時期を迎えた16世紀には、いわゆるマニエリスムと呼ばれる局面を迎える（一般にローマ略奪がその画期とされる）。建築において、どの程度までマニエリスムを当てはめることができるのか、という点については、時代においても地域においても、そして建築家の分類においても議論がある状況だが、少なくともジュリオ・ロマーノ、ミケランジェロ、そして彼の追従者の建築については盛期ルネサンスからの逸脱が見られる。マニエリスムは社会的な安定を失ったルネサンスの衰退・退廃と認識されることもあれば、この時代に進んだ古代研究と建築家の個性が結実した独創的な建築運動と説明されることもあり、評価が分かれる。
ルネサンスは、忘れられていた古代を復興する文化運動であり、建築の面ではそれまで主流であったゴシック建築の技法を否定し、古代ローマの建築を再生した、というのが一般的な見解である。これはおおむね正しいが、ルネサンスの建築家たちは一般に思われているほど、古代ローマの建築を正確に写し取ったわけではない。むしろ、その建築活動はルネサンスの理想を投影した独創的な側面が強いが、ルネサンスの建築家は古代の人びとが考案した建築のあるべき姿を復興したと考えていた。
ルネサンス建築の特徴としては、建築家たちが人体の比例と音楽の調和を建築に組み合わせることが美の具現と信じ、設計において簡単な整数比（耳に心地よい和音の比例に対応）を用いたこと、建築の平面として集中形式を好んだこと、透視図法を空間表現の手段として用いたことなどが指摘される。こうした建築理論が書物によって広く普及したことも大きな特色である。従来の建築は職人の技とのみ考えられていたが、数学的に根拠付けられ体系化されることで、幾何学・音楽・天文学と並ぶ学問と認められるようになったのである。
この項では、マニエリスムとして16世紀の北イタリアの建築活動、特にアンドレーア・パッラーディオの建築を含んでいない。建築史家によっては、16世紀以降をひと括りにマニエリスムとする場合もある。

## 歴史

### 初期ルネサンス

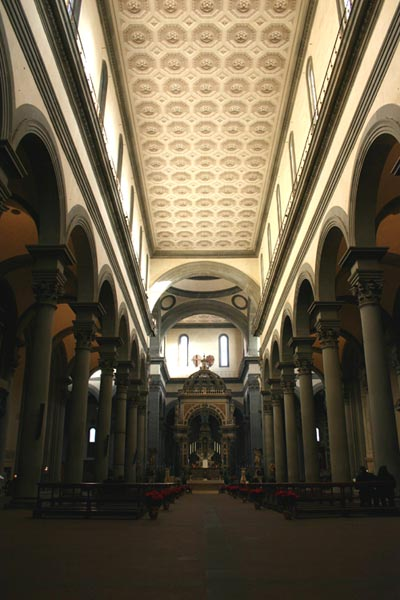
サント・スピリト教会内部空間

ナポリ王国との戦争が集結した1414年から、ミラーノ公国との戦争が始まる1424年までのフィレンツェは、後に黄金時代と回想されるほどの経済的繁栄を謳歌した時期であり、初期ルネサンスの芸術活動において最も活動的な時代であった。この時期に活躍したのが、ルネサンス最初の建築家として名を挙げられるフィリッポ・ブルネッレスキである。
ただし、彼のいくつかの意匠的な着想は、11世紀から12世紀にかけて建設されたトスカーナ地方固有のロマネスク建築、および15世紀を通じて影響力を保ち続けた国際ゴシック様式にある。彼が最初に設計した捨子保育院（オスペダーレ・デッリ・イノチェンティ）のポーティコに見られる細いアーチを連続させるファサードは、フィレンツェのサン・ミニアート・アル・モンテ聖堂、サン・ジョヴァンニ洗礼堂、サン・マッテオ施療院などに用いられているモティーフであり、また、サン・ロレンツォ聖堂の略丁字型平面や、サント・スピーリト聖堂にも見られる副柱頭などのデザインも、ロマネスク建築、あるいはビザンティン建築に見られるものである。
それにも関わらず、彼がルネサンス最初の建築家とされているのは、それまでの建築が、石工たちの伝統と経験、想像力を頼りに行われていたのに対し、ブルネッレスキのそれは、ローマの古代建築の研究にはじまり、内部空間を数学的比例の組み合わせで構築したほか、実際の施工における諸問題について工学的な助言や発明を行うなど、自由学芸的なアプローチを採ったことにある。捨子保育院は単純な整数比のグリットをもとに計画され、サン・ロレンツォ聖堂、サント・スピーリト聖堂においても、内部空間は身廊の高さ・幅、側廊の高さ・幅などの比例関係が平面だけではなく、細部のデザインにも繰り返されており、基準となるモデュールが建物の細部の意匠にまで割り当てられる、というルネサンス建築特有の静的な秩序によって構成されている。その名声を世に知らしめたサンタ・マリーア・デル・フィオーレ大聖堂のドームの設計では、仮枠を地上から構築するのではなく、ドームに直接足場を設けることで仮枠を必要としない二重ドーム構造を提唱したほか、ドーム建設の過程で生じた問題に対して、ウィンチ、クレーンなどの様々な機械や特殊船舶などを考案した。このような事績は、少なくとも建築を伝統的職人芸とするそれまでの概念では捉えられないものであり、後に建築を自由学芸とする考え方の礎となった。
彼のこうした建築理念は、ルネサンス最初の完全な有心型教会堂、サンタ・マリーア・デッリ・アンジェリ修道院の礼拝堂（オラトリウム）に現れている。この修道院は人文主義運動の中心的役割を担ったところで、平面計画も院長であるアンブロージョ・トラヴェルサリの発案によるものと考えられている。また、その建築は1437年にルッカとの戦争による資金凍結で工事が中断したため未完となっている（当時完成したのは最外周壁面の上部まで）が、八角形の集中式平面や厚い壁を抉るように設けられた壁龕などは、初期キリスト教建築の集中式聖堂のみでなく、古代ローマ時代の建築物を想起させるものであり、アントーニオ・ダ・サンガッロやレオナルド・ダ・ヴィンチ、ドナート・ブラマンテといった後代のルネサンス建築家たちがスケッチを残し、また模倣した建築物であった。
1424年にミラーノ公国との戦争が勃発すると、すでに後退し初めていたフィレンツェ経済は打撃を受け、さらに1429年に始まるルッカ征服戦争が惨憺たる失敗に終わったことで、フィレンツェは財政危機に加えて、深刻な政治的混乱を招くことになった。この政治動乱は、1434年に、コジモ・デ・メディチが追放先から帰還し、フィレンツェに新たな政治体制を確立するまで続き、その間、都市の建築物に費やされる公的資金は凍結、または大幅に削減された。建築活動が再び活発になるのは、1440年代になってからである。

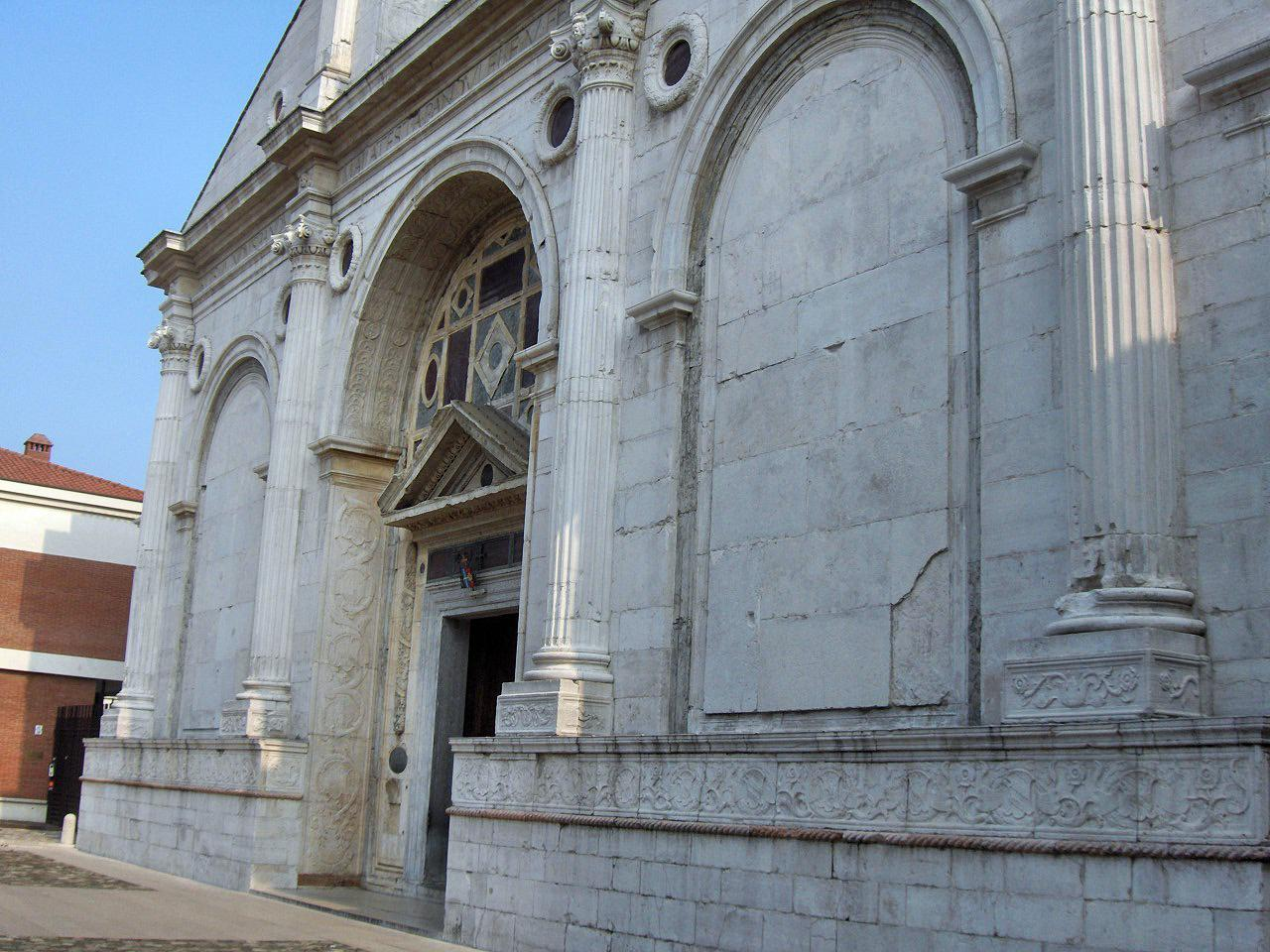
リミニのテンピオ・マラテスティアーナ

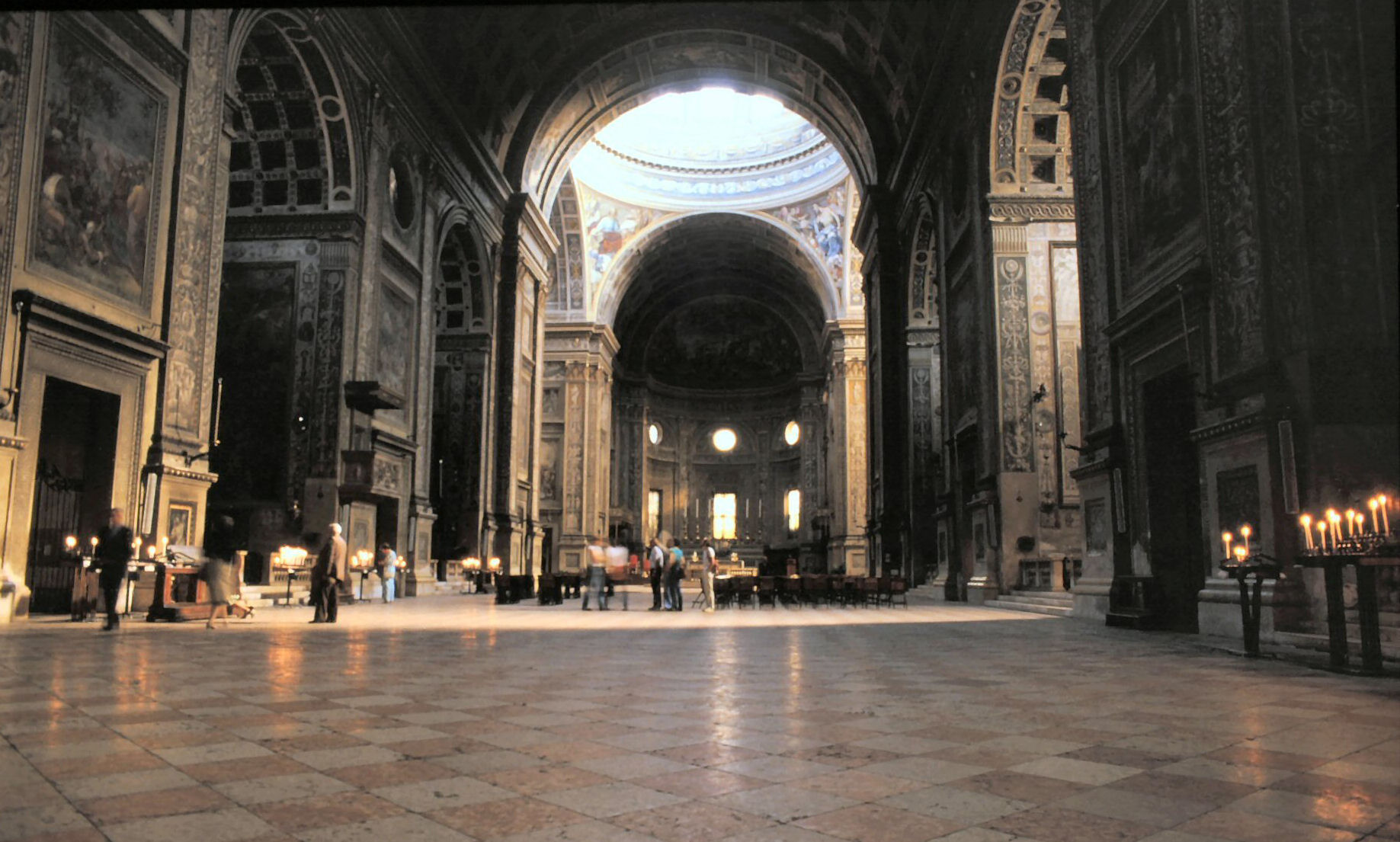
マントヴァのサンタンドレーア聖堂内部

ウィトルウィウスの著作から、古典主義建築に必須の要素であるオーダーの比例理論を抽出し、これにはじめて論理的な説明を加えたのは、レオン・バッティスタ・アルベルティである。
彼はあらゆる芸術と文学の教養を修めた人物であるが、それまで、彼のような学者が建築に対して何らかの意味を見いだそうとすることはまれであった。しかし、アルベルティは1443年頃からウィトルウィウスの『建築について』に注目し、これに倣って『建築論』をまとめ、建築の本質が哲学、数学、考古学にあるとしてその重要性を提示した。彼が特に注目したのは人体比例と建築比例を同一のものとする文章で、あらゆる比例関係の基本が人体の形にあるという概念は、ルネサンス建築の根本原理となった。『建築論』は1452年までには一応完成したが、アルベルティは死に至るまで手を入れており、印刷されるのはようやく1485年になってからである。
アルベルティは著作だけでなく建築の設計をも行い、三次元的に自身の理論を証明した。パッツォ・ルチェッライは、正面にローマのコロッセオの構成を用い、付柱（ピラスター）によって鈍重な壁面を分節しているが、これはオーダーを全面的に使用した最初の試みである。同時期に、リミニのサント・フランチェスコ聖堂をテンピオ・マラテスティアーナに改装する設計では、正面にローマのコンスタンティヌス記念門とリミニのアウグストゥス記念門の構成を組み合わせ、古典主義による教会堂正面の計画に道を開いた。

しかし、アルベルティは盲目的にローマ建築を模倣したわけではなく、このような構成を用いて全体の調和を一致させることに美の本質があると考えた。彼の最後の作品となったサンタンドレア聖堂は、1470年頃に設計された最も影響力の大きな作品である。伝統的なラテン十字型平面を持つこの聖堂は、堂々としたトンネル・ヴォールトを持つ身廊を建造するためにブルネレスキが設計したバシリカ形式を採用しておらず、このため内部はより一層古典的な形態になった。正面は、テンピオ・マラテスティアーナと同じくローマの凱旋門をモティーフにしているが、その比例と構成は内部の身廊を囲む壁面にも繰り返されており、建築全体を一定の調和によって統一している。

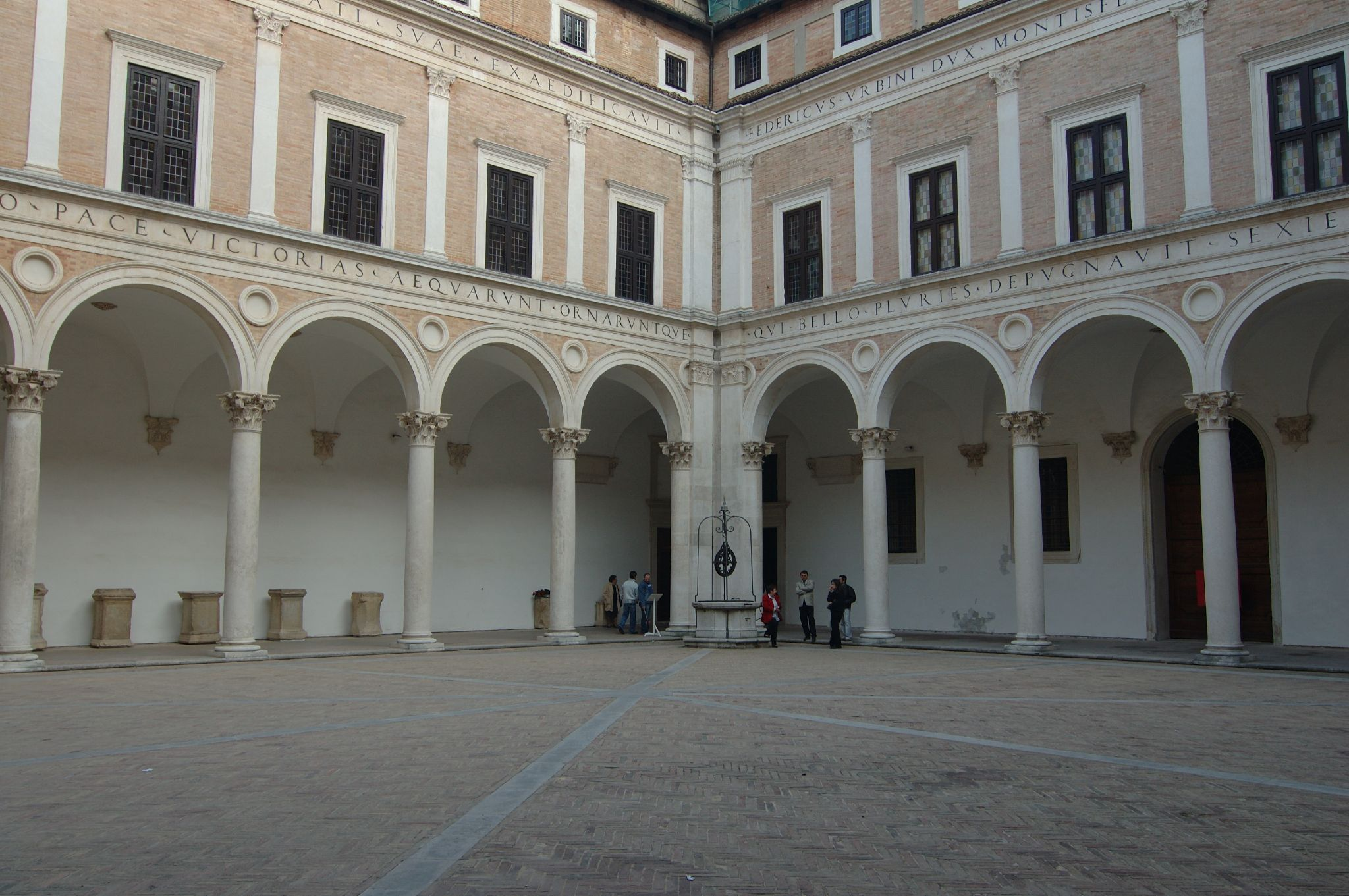
ウルビーノのパラッツォ・ドゥカーレ中庭

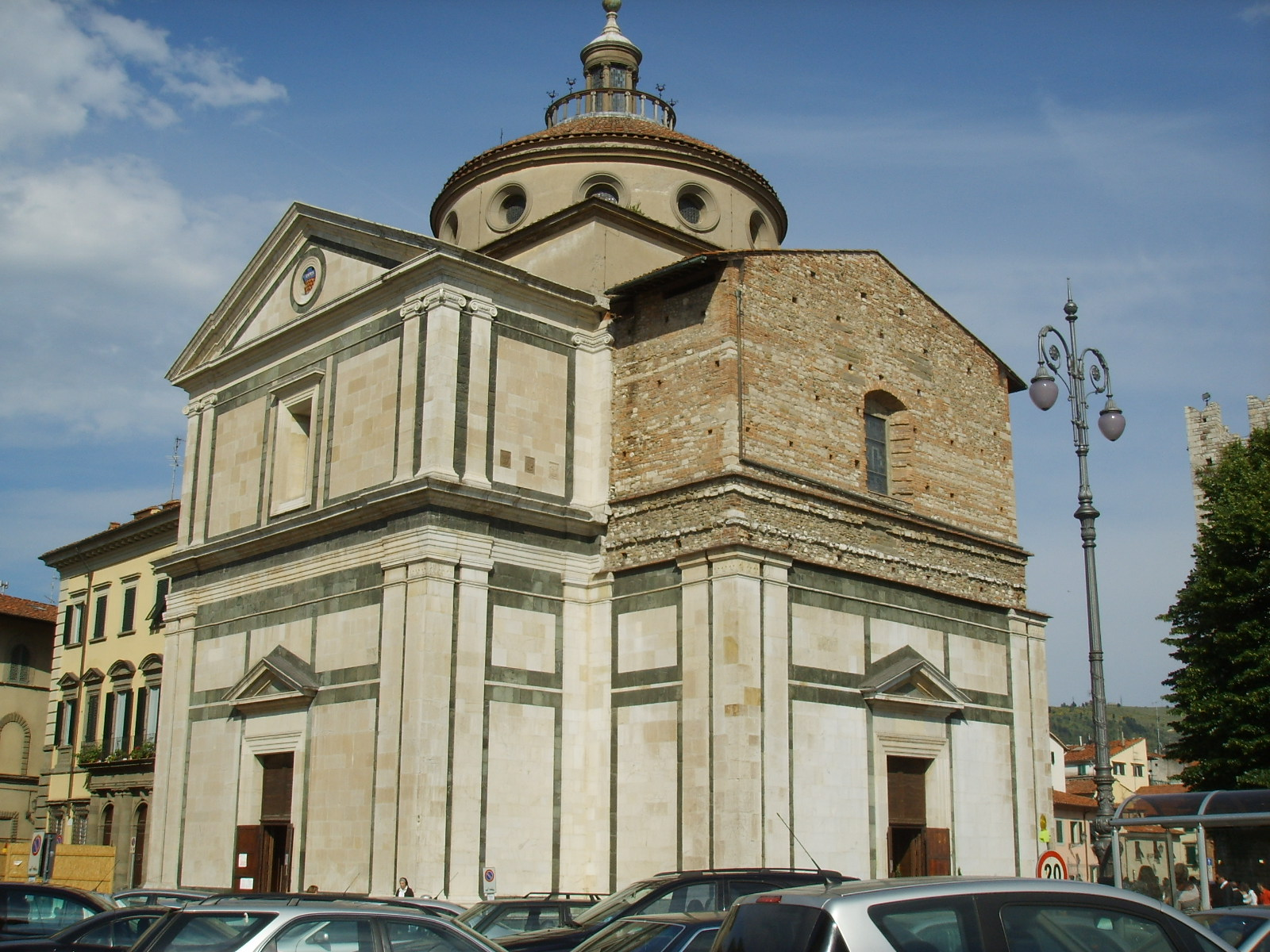
サンタ・マリア・デッレ・カルチェッリ聖堂

ブルネレスキの設計は、ミケロッツォ・ディ・バルトロメオに継承されており、パラッツォ・メディチ・リッカルディの中庭には捨子保育院のファサードの影響が見られる。アルベルティの実作は直接模倣されたものがわずかだったため、その影響をたどるのは難しいが、彼の人間性と建築論は絶大な影響を与えることになった。

教皇ピウス2世はアベルティの影響を受け、アルベルティの助手であるベルナルド・ロッセリーノを雇い、ピエンツァのパラッツォ・ピッコロミーニの建設において、自身も建築の設計に参画した。全体としては、どちらかというとゴシック的関心の強い、曖昧な古典主義だが、パラッツォ・ピッコロミーニ正面におけるアルベルティの影響は歴然である。 ウルビーノで、フェデリーコ・ダ・モンテフェルトロがピエロ・デラ・フランチェスカ、ルチアーノ・ラウラーナ、そしてフランチェスコ・ディ・ジョルジョ・マルティーニに設計させたパラッツォ・ドゥカーレは、建設に際してアルベルティの助言もあったと思われる。特に宮殿の中庭は、初期ルネサンスの最も素晴らしい中庭とされる。彼の影響はローマにも及び、ジャコモ・ダ・ピエトラサンタやメーオ・デル・カプリーノ・ダ・セッティニャーノらの設計した教会堂にそれは現れているが、特にパラッツォ・デッラ・カンチェッレリーアは、アルベルティの考えを理解し、拡張した優れた建築である（ヴァザーリによればドナト・ブラマンテの手によるものとされる）。
ブルネレスキとアルベルティの手法は、最終的にジュリアーノ・ダ・サンガッロによって引き継がれた。彼は初期から盛期にいたるルネサンス建築の継承者であり、フィレンツェのほかローマでも設計活動を行った。ポッジョ・ア・カイアーノのヴィッラ・メディチやプラートのサンタ・マリア・デッレ・カルチェッリ聖堂のほか、ベネディット・ダ・マイアーノ、イル・クローナカと共にパラッツォ・ストロッツィを設計している。しかし、その設計手法は15世紀末にはすでに保守的なものと見なされ、16世紀初頭にサン・ピエトロ大聖堂の再建が行われる際には、ドナト・ブラマンテに遅れをとった。

### 盛期ルネサンス
フィレンツェで開花したルネサンス建築が成熟するのは、1450年頃から1499年までスフォルツァ家によって支配されたミラノ、そしてフランス軍によるミラノ占領の後、ブラマンテが移り住んだローマにおいてである。
1450年以降、スフォルツァ家がフィレンツェと同盟関係を結んだことによって、それまでゴシック様式の段階に留まっていた都市には、まずミケロッツォ・ディ・バルトロメオ、アントニオ・フィラレーテ、ジョヴァンニ・アントニオ・アマーデオらによってルネサンス建築が取り入れられた。当時のミラノにはまだ多くのローマ建築の遺構が遺っていたらしく、これらがルネサンス建築の発展に果たした役割は大きいと考えられている。しかし、これらの遺物があるにもかかわらず、初期のルネサンス導入にあたっては、職人たちの間にかなりの抵抗があり、彼らが設計したポルティナーリ礼拝堂、オスペダーレ・マッジョーレ、コッレオーニ礼拝堂などは、かなりの修正が加えられ、結果的にルネサンスとは言えない建築に改変された。
ルネサンス建築の本格的な導入は、1481年頃に、ドナト・ブラマンテとレオナルド・ダ・ヴィンチという二人の芸術家がこの街に滞在したことによって始まる。ブラマンテは1477年頃にサンタ・マリア・プレッソ・サン・サーティロ聖堂の建設で建築の仕事をはじめており、レオナルドは、スケッチなどから1480年代に建築に関心を持つようになったと考えられる。彼らは相互に影響を与えあい、1492年には、ブラマンテの設計によるサンタ・マリア・デッレ・グラツィエ聖堂東部が起工され、その食堂ではレオナルドが盛期ルネサンス最初の作品とされる『最後の晩餐』に着手した。

レオナルドは、人体解剖を行う際に用いた技術的な素描を建築分野に応用し、鳥瞰図などを用いた実用的な設計製図を導入することに寄与した。彼の関心は数学的比例あるいは工学的部分であって、美学的な要素や古代の遺構についてはほとんど興味を持たなかったようである。また、彼はブルネレスキやアルベルティの建築もあまり知ってはいなかったようである。しかし、ブラマンテの初期の設計方法が遠近法的観点（絵画の手法を応用したもの）であったこと、そして、その後のブラマンテの建築を思慮に入れると、レオナルドの機械的で思索的な概念は、ブラマンテの設計手法に大きな影響を与えたと考えられる。レオナルドの建築のスケッチには、ブラマンテのサン・ピエトロ大聖堂の平面を想起させるものもあり、レオナルドがブラマンテを通してルネサンス建築に与えた影響は、大きいと言える。
1499年、フランスに占領されたミラノからローマに避難したブラマンテは、教皇ユリウス2世に召し抱えられた。彼は、ローマからカンパーニアに渡って残る遺跡の実測を精力的に行い、これらの遺構と自らの想像力を駆使して、聖ペテロの殉教地（と伝えられる場所）に立つサン・ピエトロ・イン・モントリオ聖堂の テンピエットを設計した。後世の多くの建築家は、このマルティリウムを古代ローマの偉大な建築と同等のものと見なした。彼はテヴェレ河畔にあるウェスタ神殿（本来はヘラクレス・ウィクトル神殿であるが）を拠り所としたのであるが、その単純な模倣ではなく、英雄的な神の神殿に用いられたドーリア式オーダーを使って使徒聖ペテロにふさわしい古典的な形態を与えた。つまり、ブラマンテはローマ建築をその想像力によって拡張させ、ルネサンス建築が古典建築の手法を完全に再生したと信じさせるにたる美学を確立したのである。
ブラマンテの壮大さはインノケンティウス8世が建設したヴィッラ・ディ・ベルヴェデーレとヴァティカーノ宮殿を結ぶ宮殿の増築においても遺憾なく発揮された。ブラマンテはその中庭にパレストリーナのフォルトナ・プリミゲニア神域のモティーフを取り入れ、壮大なファサードをデザインした。しかし、ブラマンテのデザインは、後世の増築などによって、今日ではほとんど分からなくなっている。邸宅については、もうひとつ主要な作品が伝えられる。1517年にラファエロ・サンティが購入した通称「ラファエロの家」ことパラッツォ・カプリーニである。こちらも現存はしていないが、文献と図版から知られるその構成は、1階をルスティカとし、2階のピアノ・ノービレを、ペディメント付きの開口部とオーダーで装飾したもので、以後の邸宅建築はほとんど全てこのデザインを模倣または下敷きにしていると言っても過言ではない。
ブラマンテがユリウス2世とともにサン・ピエトロ大聖堂の再建計画を練ったのは1505年頃から死に至る1514年までの間である。基石は1506年に置かれはしたが、旧聖堂はすでに1000年以上の歴史を持ち、それ自体が神聖視されていたため、再建行程は困難を極め、また慎重に行われた。ブラマンテの計画案は、ウフィッツィ美術館に収蔵されている、いわゆる「羊皮紙プラン」と呼ばれるもので、これは完全なギリシア十字平面であった可能性が高い（発見されたメダルの立面図からそのように推定されている）。工事はブラマンテによってドームを支える四本の主柱の位置とこれに架けるアーチが決定され、実行されたが、「羊皮紙プラン」の構造体では強度が全く足りなかった。さらにブラマンテの死去によって、建設は完全に混乱に陥り、ブラマンテの死後、作業は20年以上もほとんど進展しなかった。

ブラマンテの死後、サン・ピエトロ大聖堂の主任建築家となったのは、彼の理念を継承したフラ・ジョコンド、ラファエロ・サンティ 、バルダッサーレ・ペルッツィ、アントニオ・ダ・サンガッロ・イル・ジョヴァネである。ラファエロはブラマンテのもとで設計を行い、サンタ・マリア・デル・ポポロ聖堂やサンテリージョ・デッリ・オレーフィチ聖堂など、ブラマンテのものとされるいくつかの建築について、彼の名が結び付けられている。サンタ・マリア・デル・ポポロ聖堂のキージ家礼拝堂では、純粋な形態のなかに装飾の豊かさを見ることができ、盛期ルネサンスに女性的な繊細さと優雅さを与えたラファエロの嗜好が現れている。

サンガッロが設計し、1518年に起工したモンテプルチアーノ近郊のマドンナ・ディ・サン・ビアージョ聖堂は、さらにブラマンテの直接的な影響を見ることができる。ほとんど同じ平面構成でありながら、彼の兄ジュリアーノ・ダ・サンガッロの設計したプラートのサンタ・マリア・デッレ・カルチェッリ聖堂と比較すると、初期ルネサンスと盛期ルネサンスの違いは明確である。

しかし、彼らの誰もブラマンテの巨人的な壮大さについていくことができず、ミケランジェロが計画に参加するまで、工事は混迷し、まったくはかどらなかった。

### 後期ルネサンス
1520年頃から1620年頃の、いわゆるマニエリスムとよばれる運動には明確な定義があるわけではないが、これは明らかに盛期ルネサンスとは異なる現象である。もともと、マニエリスムとは16世紀中期の特に絵画芸術を指して半ば侮蔑的に与えられた呼称であった。調和比例を重視したそれまのでルネサンス建築の伝統にあって、マニエリスムは故意の不調和と対立、そして自意識過剰性が特徴とされるが、マニエリスムと呼べる範囲については議論があり、必ずしも明確ではないので、一般的には様式として定義されていない。

建築においては、ジュリオ・ロマーノやミケランジェロ・ブオナローティ、そして彼らの追従者の建築はマニエリスムと言えるだろうが、サンソヴィーノの建築はマニエリスムとは呼べず、パラーディオは意識して設計をおこなったときにのみマニエリストである。ここでは北イタリアの建築をブラマンテの理念を直接的に継承しているという意味でマニエリスム建築とは異なる現象として記述する。

#### マニエリスム

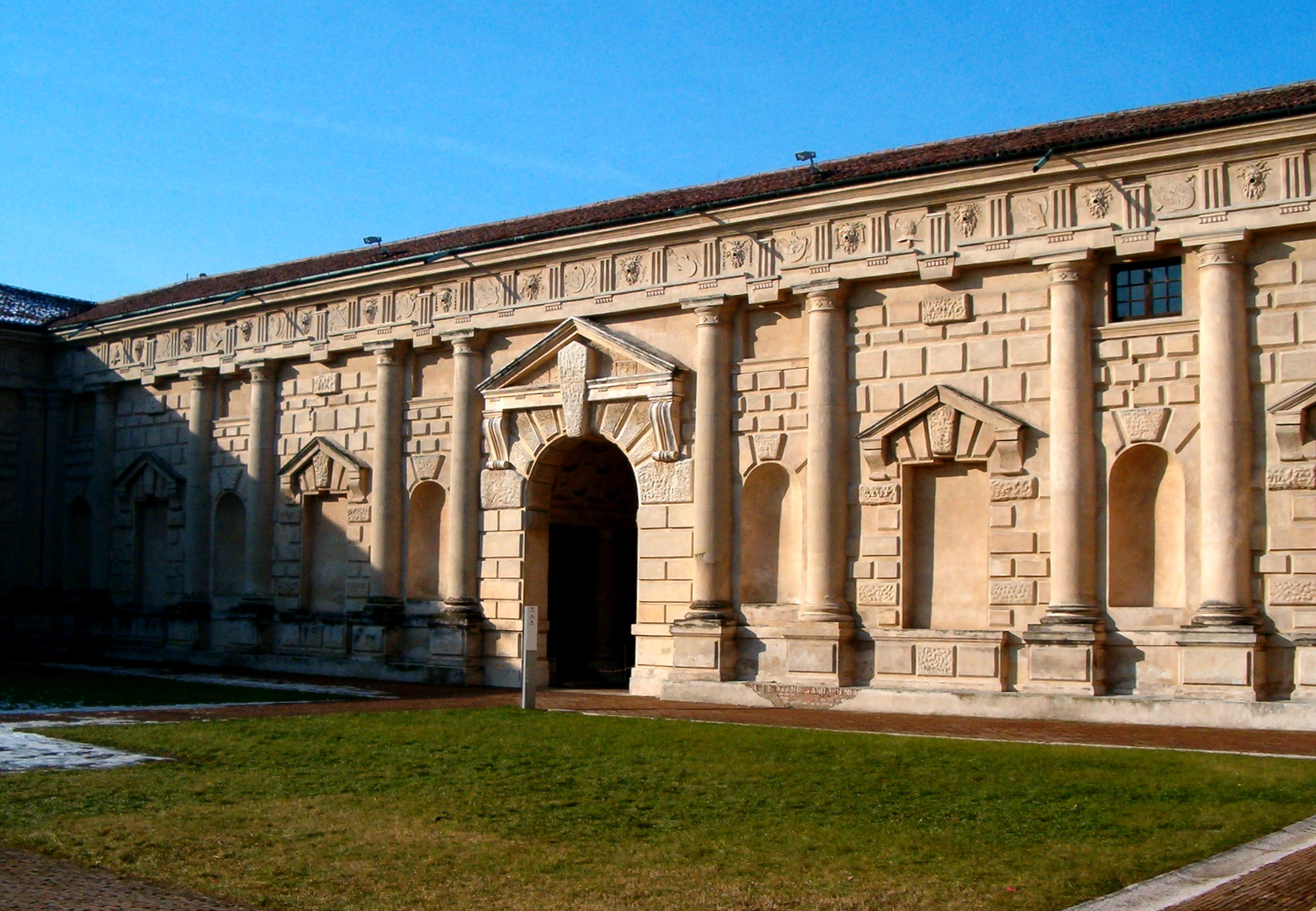
パラッツォ・デル・テの中庭側ファサード

ジュリオ・ロマーノは、実質的にラファエロの後継者と言える人物で、彼の最後の建築であるパラッツォ・マダマの製作にも携わった熟練芸術家であった。彼もまたローマ建築を熱心に観察していたと思われるが、実際に設計された建物を見ると、ブラマンテとは全く違うアプローチでローマ建築を参考にていることが分かる。

ジュリオ・ロマーノは、1524年にマントヴァのゴンザーガ家に召還され、パラッツォ・デル・テの設計に携わった。正面ファサードと中庭側のファサード、そして庭園側のファサードは、それぞれ同一のリズムを刻みながら全く異なったモティーフでデザインされており、機知に富んでいる。また、「巨人の間」は、絵画と建築、彫刻を融合した劇場的なイリュージョンを演出しており、ジュリオ・ロマーノの芸術的な感性の高さを物語っている。こうした意匠はローマ建築をよく知る教養人のみを意識したものであり、主題にひねりを加える玄人受けする要素は、ブラマンテのような主題を明快かつ重々しく表現する手法とは正反対である。
ジュリオ・ロマーノとミケランジェロに交流はなかったが、複雑で装飾的、かつ奇抜な芸術作品は二人に共通する特質である。ミケランジェロは、その卓越した才能で、それまで培われた比例やオーダーの規則といったルネサンスの伝統的形態から自由な建築を創造した。

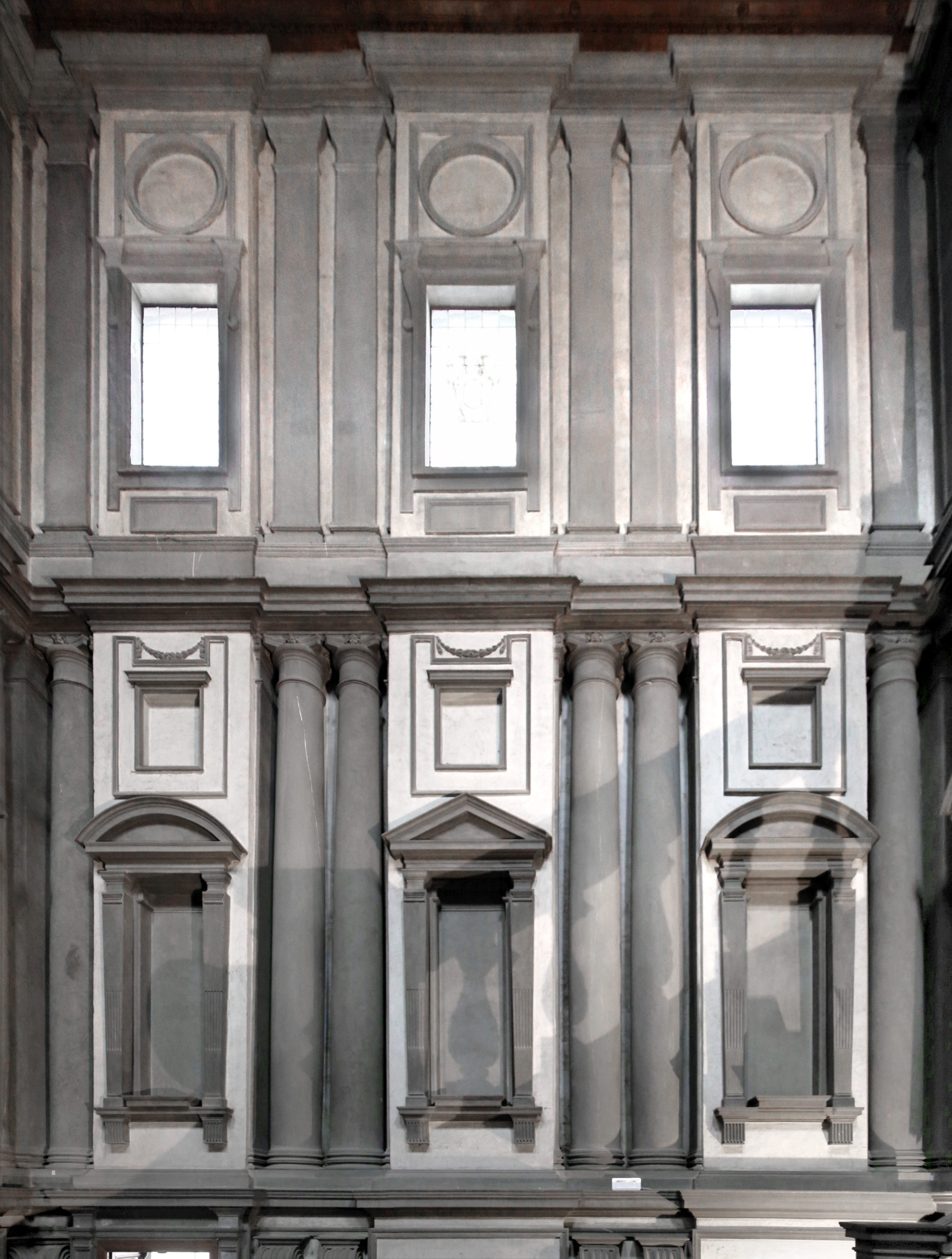
ラウレンツィアーナ図書館前室

ミケランジェロは、建築と彫刻を分離できない全体要素として構想し、これをサン・ロレンツォ聖堂の新聖器室、ロレンツォ図書館で試みた。両者ともにミケランジェロがローマに出立した1534年までに完成せず、未完のまま残され、1550年代になってジョルジョ・ヴァザーリとバルトロメオ・アンマナーティによって完成されたものだが、彼らはミケランジェロの意図に忠実な仕事を行った。端的に言うと、ミケランジェロはアルベルティやブラマンテの古典主義とは決定的に異なり、比例やオーダーの規則に束縛されなかった。奇妙なオーダー、柱を支持する持送り、盲ニッチ、などの形態は、それまでのルネサンス建築で規範とされたことを無視するものである。また、ロレンツォ図書館では前室を小さな正方形としたが天井は高く設計したのに対し、図書館部分は長く広く設計して低い天井をとるなど、空間そのものの効果をも演出した。

ローマに召喚されたミケランジェロは、ユリウス2世の墓標と『最後の審判』の作成に手を取られ、サン・ピエトロ大聖堂の設計に介入することはなかった。彼がローマに着いた時、大聖堂の主任建築家はアントニオ・ダ・サンガッロ・イル・ジョヴァネであった。アントニオは当時ローマを代表する芸術家であり、彼の大聖堂のデザインはブラマンテ案を忠実に再現しようとする試みが随所に見られるが、それに成功しているとは言えず、ミケランジェロはこれを「牛の放牧場」と揶揄した。アントニオの死後、紆余曲折を経て大聖堂の主任建築家の地位はミケランジェロに一任された。高齢のため、彼はそれを望まなかったようであるが、死に至るまでその設計に精力を傾け、工事の大部分を完成させた。ミケランジェロはブラマンテの後継者によって大幅に改編されたプランを本来の集中形式に戻し、それまで行われていた工事の一部を破壊して規模を縮小することで、ドーム架構の構造的問題の解決と工期の大幅な短縮を促した。ドームに到達した時点で、ミケランジェロが死亡し、工事はジャコモ・デッラ・ポルタとドメニコ・フォンターナ、そしてヴィニョーラによって引き継がれた。

サン・ピエトロ大聖堂に携わる一方で、ミケランジェロはパラッツォ・ファルネーゼとカンピドリオ広場（両者とも1546年頃）、ディオクレアヌス浴場のサンタ・マリア・デッリ・アンジェリ聖堂改装の設計も行っている。ミケランジェロは、ルネサンスの規範を故意に無視し、様々な手法を組み合わせて独創的な空間を作り上げたが、その効果は彼自身の力量によるところが大きい。ジョルジョ・ヴァザーリは、ミケランジェロの意匠が非常に素晴らしいものであることを認めたが、同時にそれを才能のない芸術家が真似ることを警戒した。しかし、ミケランジェロ自身の作風はあまりに個性的すぎ、また彼に追従することのできる芸術家がいなかったため急速に廃れ、代わってジャコモ・バロッツィ・ダ・ヴィニョーラの作風が流行した。
ローマ略奪の後、16世紀半ばにようやくローマの建築活動は息を吹き返し、アントニオ・ダ・サンガッロやジャコモ・デッラ・ポルタ、バルトロメオ・アンマナーティ、ジョルジョ・ヴァザーリといった芸術家が活動を再開した。ミケランジェロがあまりにも偉大であるため、彼ら、とりわけヴィニョーラは影の薄い存在になっているが、ヴィニョーラもまた、当時の建築活動の際最も大きな影響を与えた人物のひとりである。

ヴィニョーラは、ローマ建築の素描をおこなうことから建築に携わるようになり、ミケランジェロとは違って古典建築のモティーフをいかなる建築にも当てはめることができるような、つまり古典的要素の一般化を行うことから出発した。彼は、アンマナーティ、ヴァザーリとともにヴィラ・ジュリアの設計を行い、中庭の扱い方などにブラマンテのベルヴェデーレのモティーフを取り入れたが、直線的な正面ファサードに対して庭園側の正面はえぐれたような曲線を取り入れて両者を鋭く対照させている。ヴィテルボ近郊にあるヴィッラ・ファルネーゼは、元来は本格的な城郭であったが、ヴィニョーラはアントニオ・ダ・サンガッロとバルダッサーレ・ペルッツィの設計した五角形平面をそのまま踏襲し、上部構造と円形の中庭部分の設計に携わった。中庭のデザインは、やはりブラマンテのベルヴェデーレのモティーフを使い、内部の螺旋階段などは洗練された精神を感じさせる。両者ともにブラマンテのデザインを取り入れているが、ブラマンテの大規模な建築と比べると、小振りではあるが優雅であると言える。デザインは適度に抑制されており、ミケランジェロのそれに比べると、たしかに模倣しやすかったであろう。

彼が後世に与えた最も大きな影響は、オーダーの標準的なテキストとなった著作『5つのオーダー』と、イエズス会の本部があったジェズ教会のデザインである。ジェズ教会は、アルベルティのサンタンドレア教会のプランとサンタ・マリア・ノヴェッラ教会のファサードに由来するもので、その原案はミケランジェロの手による。現在に見るファサードはジャコモ・デッラ・ポルタにより修正を受け、内部装飾は17世紀後期と19世紀に改修されて原案の通りではないが、平面はヴィニョーラの設計で、アルベルティのサンタンドレア聖堂と同じヴォールト天井を採用したラテン十字平面である。会衆に対する説教に合わせた大きさに設計されており、以後イエズス会の布教活動の発展とともに世界中で模倣された。

#### 北イタリアの後期ルネサンス建築
ローマで展開された盛期ルネサンスは、ローマ略奪などの中央イタリアの混乱により、ジェノヴァ、ミラノ、ヴェネツィアなど、政治的に安定した北イタリアに継承された。特にヴェネツィアでは、マニエリスムの影響を殆ど受けず、16世紀初期に最も主導的な活動を行ったヤーコポ・サンソヴィーノは、ブラマンテ風の偉大な様式を表現した。彼の代表作である国立マルチャーナ図書館は、ヴェネツィアの最も印象的な風景を形成している。
ヴェローナのミケーレ・サンミケーリは傑出した軍事エンジニアであり、いくぶんマニエリスムの、特にパラッツォ・デル・テからの影響を受けている。それは年を負うごとに顕著になっていくようにみえるが、パラッツォ・ベヴィラックァのデザインはラファエロの家を規範としたものであるし、マドンナ・ディ・カンパーニャ聖堂のデザインは、テンピエットを基調としたものである。これらを考察するかぎり、彼は本質的には常にブラマンテの思想に忠実であった。
アンドレア・パラーディオもまた、一時的にはマニエリスム（特にミケランジェロ）に傾倒した。彼はブラマンテとの直接的なつながりは持たなかったが、ローマ建築とブラマンテの建築を独自に研究し、ウィトルウィウスの比例理論を再構築した。彼の建築手法は数学的調和を基調とし、対称性を重視するもので、その建築理論は『建築四書』に収められている。ヴィラ・ロトンダやバシリカ・パラディアーナは、彼の考古学的知識とルネサンスの伝統的様式が見事に混淆したものである。ヴェネツィアに建設された晩年の傑作、サン・ジョルジョ・マジョーレ聖堂とイル・レデントーレ聖堂は、光の取り入れ方や空間構成は簡素で優しい。マニエリスムの芝居がかった空間とは対照的である。彼の作風は、後にパラーディオ主義として、イギリスの建築に大きな影響を及ぼした。

## 特徴

### 和音の比例と数的秩序
楽器が奏でる美しい和音の比例が、建築の美しさをも決定するという概念がルネサンス建築を特徴づける要素の一つである。数的秩序によって調和が生まれるという概念は今日においても理解しやすいものであり、その中には普遍的な要素があると言えるであろう。しかし、ルネサンス時代の比例調和の探求は、さらにルネサンス固有の様相を呈していたことに注意する必要がある。
現代では、一般に、あるものを美しいと感じるかどうかは人間の認識に依存し、美とはきわめて主観的なものと認識されている。しかし、ルネサンスの時代には、建築の美というものが単純な整数比に支配された幾何学的な構造によって、厳密に定義されると考えられていた。ルネサンス建築において、比例による数的秩序は音楽調和に関連づけられているが、これは音楽がすでに数学の一分野として、学芸として確立されていたことに起因する。音楽の聴覚比例と建築の視覚比例が密接に関連するという考え方は、単なる理論にとどまらず、実際に建築に応用された。
弦の長さが簡単な整数比になるような弦楽器の音を組み合わせると、心地よい和音になるという考えは古くから知られており、特定の整数比（1:2や2:3など）を神聖視する考え方は、万物の原理が数であるとするピタゴラスにまで遡ることができる。このような調和美について、ウィトルウィウスは『建築について』のなかで、劇場の設計方法として取り上げていた。ウィトルウィウスが整数比を劇場という特定の設計においてのみ語ったのに対し、レオン・バッティスタ・アルベルティはこれをさらに拡張して、2:3、3:4、1:2、1:3、1:4、8:9という数比を挙げ、これが目と耳を歓ばせるものであるとして建築形態の美や調和が生み出されるという考え方を定義した。これは ネオプラトニズムに基づくものであり、建築をより普遍的に記述しようとする意識の現れであった。
音楽の調和比例が視覚的美を決定するというアルベルティの考え方は、彫刻、絵画にも規定され、ルネサンスの学者や芸術家たちによって研究された。ウィトルウィウスの述べる調和比例の根本原理は人体に表されているという記述は特に注目され、フランチェスコ・ディ・ジョルジョ・マルティーニ、レオナルド・ダ・ヴィンチ、そして彼と親交のあった数学者ルカ・パチョーリらは、人体の比例と数的調和の象徴としてウィトルウィウス的人体図を賞賛した。
アンドレーア・パッラーディオも『建築四書』で同じようなことを記載している。彼が提示した建築比例はアルベルティほど論理的なものではないが、彼の提示した設計図には詳細にわたって建築比例が書き込まれており、より実践的な効果があった。全ての寸法比が理論的につじつまの合うものではないが、やはりその多くは調和音の比例に基づくものであり、後世に大きな影響を与えた。ルネサンスがフランス、イギリス、スペインに影響を与えるようになると、これら比例調和の概念も継承され、18世紀半ばまで美の体系として維持された。当時の建築家たちは、このような比例を建築に取り入れることが宇宙の秩序と信じ、絶対視していたのである

### 建築論
ルネサンス建築に大きな影響を与えたウィトルウィウスの『建築について（De architectura libri decem）』は、1415年にポッジョによって再発見されたといわれるが、14世紀にはボッカチオが引用するなど、実際にはこの当時よく知られた古典論文のひとつであった。
この建築論は、1432年頃にアルベルティによって詳細に研究され、彼自身の『建築論（De re aedificatoria）』によって再構築された。オーダーに関する理論は、アルベルティによって意味を与えられたが、彼はウィトルウィウスと同じく、オーダーを建築に必須の規則とは見なさず、あくまでも客観的な立場で解説したにすぎなかった。アルベルティが注目したのは、人体比例と建築の比例を同一とみなす理論であり、あらゆる比例尺度の根本が人間の形態であるという思想は、宇宙の全ての調和にも通じるルネサンスの比例システムとなった。アルベルティの著作はルネサンス最初の建築書であり、初は写本であったが、1485年には当時発明された活版印刷技術によって広く読まれた。フランチェスコ・マルティーニの『市民建築および軍事建築に関する理論書（Trattato di Archiettura civile e militare）』（1482年頃）は、アルベルティの論文にかなりの部分を負っている。
アントニオ・フィラレーテは、ミラノでルネサンス様式の導入を試みた最初の人物であり、『建築論（Trattato di Archietttura）』において野蛮な現代風の流儀（ゴシック建築のこと）の放棄を訴えた。彼の論文に述べられる理想都市スフォルズィンダは、様々な建築を対称に配置した有心的な都市計画を提唱したヨーロッパ最初の例であるが、実際に設計したオスペダーレ・マジョーレにも見られる集中形式に対する関心は、ミラノのサン・サチーロ墳墓祭堂（875年 ）やミケロッツォが 1425年にピストイアにおいて設計したサンタ・マリア・デル・グラツィエ聖堂に刺激されたものであろう。
15世紀、16世紀の建築思想にきわめて重要な影響を与えたのは、セバスティアーノ・セルリオが1537年から1551年の間に刊行した『建築書（L’Architettura）』である。彼は、古典建築の理論を全面的に図式化したため、古典的教養を持たない職人や貴族らに広く受け入れられた。オーダーを5つにコード化し、これをラテン語の文法におけるところの四つの活用であると述べるセルリオの語り口は非常に効果的で、建築の手本としてヨーロッパ中で読まれた。

ジャコモ・パロッツィ・ダ・ヴィニョーラは、オーダーをさらに洗練し、かつ学問的なものとした。はじめてオーダーの名称を用いたのも彼である。『建築の5つのオーダー（Regola delli Cinque Ordini d’Architettura）』（1562年）は、精密な銅版画とその注釈、および序文によって構成されるが、様々な建築的課題に対処できる建築原理の体系を確立しようとする彼の努力が現れている。
『建築四書（Quattro Libri dell’ Architettura）』（1570年出版）は、アンドレア・パラーディオによるオーダー、住宅建築、公共建築、神殿の図解や記録であり、古典主義建築家としての声明とも言える。パラーディオのウィトルウィウスに関する知識は当時一級のものであり、彼は考古学的側面でだけではなく、独自の解釈をも見いだしている。パラーディオの比例理論は音階に基づく複雑な調和によって成り立っており、それは一室で独立したものではなく、一連の続き部屋にまで適用されている。ウィトルウィウスとローマの遺跡、そしてブラマンテの建築を詳細に研究したこの著作は、イタリアのみならずヨーロッパ全土に影響を与え、特にイギリスにおいて、特に重要な衝撃を与えることになった（パラーディオ主義建築）。

これらルネサンス建築論の集大成は1615年に完成したヴィンチェンツォ・スカモッツィの『普遍的建築の理念（L’idea dell’ architettura universale）』である。これは古代から中世、ルネサンスに至る建築に言及したアカデミックな理論書であり、またアルベルティにはじまるオーダー理論の集大成として、特にイギリスに影響を与えた。

## 主要建築物

### 初期ルネサンス
- サンタ・マリア・デル・フィオーレ大聖堂のドーム（フィリッポ・ブルネレスキ　フィレンツェ　1418年設計・1436年完成）
- サン・ロレンツォ聖堂と古聖器室（フィリッポ・ブルネレスキ　フィレンツェ　1419年設計・1461年完成）
- サンタ・クローチェ聖堂のパッツィ家礼拝堂（フィリッポ・ブルネレスキ　フィレンツェ　1430年設計・1444年完成）
- サント・スピリト聖堂（フィリッポ・ブルネレスキ　フィレンツェ　1436年設計・1487年完成）
- パラッツォ・メディチ・リッカルディ（ミケロッツォ・ディ・バルトロメオ　フィレンツェ　1444年起工・1464年完成）
- パラッツォ・ルチェッライ（レオン・バッティスタ・アルベルティ　フィレンツェ　1446年頃起工・1451年完成）
- テンピオ・マラスティアーノ（レオン・バッティスタ・アルベルティ　リミニ　1446年起工・1468年完成）
- サンタ・マリア・ノヴェッラ聖堂正面（レオン・バティスタ・アルベルティ　フィレンツェ　1448年起工・1470年完成）
- オスペダーレ・マッジョーレ（アントニオ・フィラレーテ　ミラノ　1456年起工・1465年完成）
- パラッツォ・ピッコロミーニとピエンツァ大聖堂（ピウス2世およびベルナルド・ロッセリーノ　ピエンツァ　1459年起工・1464年完成）
- パラッツォ・ドゥカーレ（ルチアーノ・ラウラーナ　ウルビーノ　1465年起工・1479年完成）
- サンタンドレア聖堂（レオン・ティスタ・アルベルティ　マントヴァ　1471年設計・1494年完成）
- サンタ・マリア・マッジョーレ聖堂のコレオーニ礼拝堂（ジョヴァンニ・アントニオ・アマーデオ　ベルガモ　1473年起工・1499年完成）
- ヴィラ・メディチ（ジュリアーノ・ダ・サンガッロ　ポッジョ・ア・カイヤーノ　1480年起工・1485年完成）
- サンタ・マリア・デッレ・カルチェッリ聖堂（ジュリアーノ・ダ・サンガッロ　プラート　1484年起工・1491年完成）
- サンタ・マリア・デル・カルチナイオ聖堂（フランチェスコ・ディ・ジョルジョ・マルティーニ　コルトーナ　1485年起工・1501年完成）
- サント・スピリト聖堂の聖器室（ジュリアーノ・ダ・サンガッロ　フィレンツェ 1489年起工・1495年完成）
- パラッツォ・ストロッツィ（ベネデット・ダ・マイアーノおよびイル・クローナカ　フィレンツェ　1489年起工・1539年完成）

### 盛期ルネサンス
- サンタ・マリア・プレッソ・サン・サーティ教会（ドナト・ブラマンテ　ミラノ　1478年起工・1486年完成）
- サンタ・マリア・デッレ・グラーツィエ教会（グイニフォルテ・ソラーリおよびドナト・ブラマンテ　ミラノ　1466年起工・1499年完成）
- サンタンブロージョ教会のクロイスター（ドナト・ブラマンテおよびクリストフォロ・ソラーリ　ミラノ　1497年起工・1513年完成）
- サンタ・マリア・デッラ・パーチェ聖堂のクロイスター（ドナト・ブラマンテ　ローマ　1500年起工・1504年完成）
- サン・ピエトロ・イン・モントリオ聖堂のテンピエット（ドナト・ブラマンテ　ローマ　1502年起工・1512年成）
- ヴァティカーノ宮殿のベルヴェデーレの中庭（ドナト・ブラマンテ　ローマ　　1504年起工・1550年頃完成）
- サンタ・マリア・デル・ポポロ聖堂のアプス（ドナト・ブラマンテ　ローマ　1505年起工・1509年完成）
- サン・ピエトロ大聖堂計画案（ドナト・ブラマンテ　ローマ　1506年頃設計）
- サンタ・マリア・デッラ・コンソラツィオーネ教会（コーラ・ダ・カプラローラ　トーディ　1508年起工・1524年完成）
- サンタ・マリア・デル・ポポロ聖堂のキージ家礼拝堂（ドナト・ブラマンテ　ローマ　1513年頃起工）
- パラッツォ・ファルネーゼ（アントニオ・ダ・サンガッロ・イル・ジョヴァネおよびミケランジェロ・ブオナローティ　ローマ　1517年起工・1549年完成）
- ヴィラ・マダマ（ラファエロ・サンティおよびジュリオ・ロマーノ　ローマ　1518 年起工・1525年完成）
- マドンナ・ディ・サン・ビアージョ聖堂（アントニオ・ダ・サンガッロ・イル・ヴェッキオ　モンテプチャーノ　1518年起工・1545年完成）
- パラッツォ・マッシモ・アッレ・コロンネ（バルダッサーレ・ペルッツィ　ローマ　1532年起工・1536年完成）

### 後期ルネサンス

#### マニエリスム
- サン・ロレンツォ聖堂の新聖器室（ミケランジェロ・ブオナローティ　フィレンツェ　1520年起工・1534年完成）
- パラッツォ・ドゥカーレのコルテ・ヌォヴァ（ジュリオ・ロマーノ　マントヴァ　1524年起工・1546年完成）
- ロレンツォ図書館（ミケランジェロ・ブオナローティ　フィレンツェ　1524年頃起工・1559年完成）
- パラッツォ・デル・テ（ジュリオ・ロマーノ　マントヴァ　1526年起工・1535年完成）
- カンピドリオ広場とパラッツォ・セナトリオおよびパラッツォ・ヌォヴォ（ミケランジェロ・ブオナローティおよびジャコモ・デッラ・ポルタ　ローマ　1536年頃設計・1655年完成）
- サント・スピリト・イン・サッシァ聖堂（アントニオ・ダ・サンガッロ・イル・ジョヴァネ　ローマ　1540年起工）
- ジュリオ・ロマーノ自邸（ジュリオ・ロマーノ　マントヴァ　1544年起工・1546年完成）
- サン・ピエトロ大聖堂（ミケランジェロ・ブオナローティ　ローマ　1546年設計・1589年完成）
- サンタ・マリア・ディ・カリニャーノ聖堂（ガレアッツォ・アレッシ　ジェノヴァ　1549年設計・1603年完成）
- サンタンドレア・ヴィア・フラミア聖堂（ジャコモ・パロッツィ・ダ・ヴィニョーラ　ローマ　1550年起工・1554年完成）
- ヴィラ・ジュリア（ジャコモ・パロッツィ・ダ・ヴィニョーラおよびバルトロメオ・アンマナーティ　ローマ　1550年設計・1555年完成）
- パラッツォ・マリーノ（ガレアッツォ・アレッシ　ミラノ　1553年起工・1892年完成）
- パラッツォ・ピッティ（バルトロメオ・アンマナーティ　フィレンツェ　1558年起工・1640年完成）
- パラッツォ・ファルネーゼ（ジャコモ・パロッツィ・ダ・ヴィニョーラ　カプラローラ　1559年起工・1573年完成）
- パラッツォ・ウフィッツィ（現ウフィッツィ美術館　ジョルジョ・ヴァザーリ　フィレンツェ　1560年起工）
- サンタ・マリア・マッジョーレ大聖堂のスフォルツァ家礼拝堂（ミケランジェロ・ブオナローティ　ローマ　1560年頃設計）
- イル・ジェス聖堂（ジャコモ・パロッツィ・ダ・ヴィニョーラ　ローマ　1568年着工・1577年完成）
- パラッツォ・ラテラセンネ（ドメニコ・フォンターナ　ローマ　1586年起工・1589年完成）
- サンタ・トリニタ聖堂（ベルナルド・ブオンタレンティ　フィレンツェ　1593年起工・1594年完成）

#### 北イタリアの後期ルネサンス
- パラッツォ・ポンペイ（ミケーレ・サンミケーリ　ヴェローナ　1527年起工・1535年完成）
- カ・グランデ（ヤーコポ・サンソヴィーノ　ヴェネツィア　1533年起工・1556年完成）
- 造幣局（ヤーコポ・サンソヴィーノ　ヴェネツィア　1535年起工・1547年完成）
- サンソヴィノ図書館とロジェッタ（ヤーコポ・サンソヴィーノ　ヴェネツィア　1537年起工・1591年完成）
- ポルタ・パーリオ（ミケーレ・サンミケーリ　ヴェローナ　1548年起工・1559年完成）
- バシリカ・パラディアーナ（アンドレーア・パッラーディオ　ヴィチェンツァ　1549年着工・1617年完成）
- パラッツォ・グリマーニ（ミケーレ・サンミケーリ　ヴェネツィア　1556年起工・1575年完成）
- ヴィッラ・バルバロ（アンドレーア・パッラーディオ　マゼール　1557年起工・1558年完成）
- マドンナ・ディ・カンパーニア聖堂（ミケーレ・サンミケーリ　ヴェローナ　1559年起工・1561年完成）
- サン・ジョルジョ・マッジョーレ修道院聖堂（アンドレーア・パッラーディオ　ヴェネツィア　1564年起工・1589年完成）
- ヴィラ・ロトンダ（アンドレーア・パッラーディオおよびヴィンチェンツォ・スカモッツィ　ヴィチェンツァ　1565年起工・1569年完成）
- イル・レデントーレ教会（アンドレーア・パッラーディオ　ヴェネツィア　1577年起工・1592年完成）
- テアトロ・オリンピコ（アンドレーア・パッラーディオ　ヴィチェンツァ　1579年設計・1583年完成）